# Parlamentswahl in Ungarn 1887

Reichsteile und Kronländer der Österreichisch-Ungarischen Monarchie:
Cisleithanien
Transleithanien
Bosnien und Herzegowina (Seit 1878 verwaltet, 1908 annektiert)

Die Parlamentswahl in Ungarn 1887 fand vom 17. bis zum 26. Juli 1887 in Transleithanien statt. Neu besetzt wurde der Ungarische Reichstag (ungarisch Magyar Országgyűlés). Die Wahl führte zu Protesten und bürgerkriegsähnlichen Zuständen im Königreich Ungarn, bei dem neun Menschen starben.

## Wahlsystem
Im Königreich Ungarn und seinen Kronländern galt seit 1867 das Klassenwahlrecht. Vorrechte von Stand und Besitz waren in Ungarn wesentlich stärker maßgebend als in Österreich.

## Wahlergebnis
Das Ergebnis war ein Sieg der Liberalen Partei, die 263 der 413 Sitze gewann.
| Partei                           | Mandate | +/- | Parlamentarische Rolle |
| -------------------------------- | ------- | --- | ---------------------- |
| Liberale Partei                  | 263     | +29 | Regierung              |
| Gemäßigte Opposition             | 44      | −20 | Opposition             |
| Unabhängigkeits- und 48er Partei | 78      | +3  | Opposition             |
| Nationale Antisemitische Partei  | 11      | −6  | Opposition             |
| Minderheitenpartei               | 9       | −6  | Opposition             |
| Unabhängige                      | 8       | 0   | unabhängig             |
| Total                            | 413     | —   | —                      |